# Чернышов, Евгений Николаевич
Евге́ний Никола́евич Чернышо́в (19 марта 1938, с. Карачево Кимовского района Тульской области) — советский хозяйственный и партийный деятель, первый секретарь Пермского обкома КПСС (1988—1991).

## Биография
- сентябрь 1956 — август 1957 — токарь Дулевского фарфорового завода им. Газеты Правды
- сентябрь 1957 — март 1963 — студент Московского авиационного института им. Серго Орджоникидзе
- март 1963 — июнь 1964 — технолог Пермского моторостроительного завода им. Я. М. Свердлова
- июнь 1964 — октябрь 1964 — старший мастер завода им. Я. М. Свердлова
- октябрь 1964 — май 1969 — заместитель начальника цеха завода им. Я. М. Свердлова
- май 1969 — ноябрь 1975 — заместитель главного технолога завода им. Я. М. Свердлова
- ноябрь 1975 — декабрь 1977 — главный технолог завода им. Я. М. Свердлова
- декабрь 1977 — апрель 1979 — секретарь парткома завода им. Я. М. Свердлова
- апрель 1979 — апрель 1984 — первый секретарь Пермского городского комитета КПСС
- апрель 1984 — август 1988 — заместитель заведующего отделом машиностроения ЦК КПСС
- август 1988 — август 1991 — первый секретарь Пермского обкома КПСС

Избирался депутатом Верховного Совета РСФСР 10-го созыва, делегатом XXVI съезда КПСС, делегатом XXVIII съезда КПСС и Российской партконференции в 1990 году.

## Деятельность после завершения политической карьеры
С 1991 г. — заместитель генерального директора Ассоциации высоких технологий. С 1994 г. — заместитель генерального директора Союза нефтегазопромышленников России.
Внедрял новейшие технологические разработки по изготовлению деталей авиационных и ракетных двигателей методом штамповки взрывом на прессах клинового действия с подогревом заготовок из труднодеформируемых титановых сплавов и др. прогрессивные технологические процессы. Принимал участие в укреплении корпоративных связей в отрасли, создании законодательной базы, способствующей эффективному развитию ТЭК России.

## Награды
- Орден «Знак Почёта» — 1969
- Орден Трудового Красного Знамени — 1977
- Орден Дружбы народов — 1988[2]

## Список литературы
- Пермский государственный архив новой и новейшей истории.